# Chouy
Chouy est une commune française située dans le département de l'Aisne, en région Hauts-de-France.

## Géographie

### Localisation
Le village est situé à 26 km au nord-ouest de Château-Thierry et à 5 km au nord de Neuilly-Saint-Front.

### Communes limitrophes
| Faverolles Ancienville  | Louâtre                               | Billy-sur-Ourcq   |
| Noroy-sur-Ourcq         | Chouy                                 |                   |
| Marizy-Sainte-Geneviève | Marizy-Saint-Mard Neuilly-Saint-Front | Rozet-Saint-Albin |

### Lieux-dits, hameaux et écarts
- Le Bout du Mont, Villers Petit, la Loge Chouy.

### Hydrographie
La commune est située dans le bassin Seine-Normandie. Elle est drainée par l'Ourcq, la Savières, le cours d'eau 01 des Cuyelets, le ruisseau de Nadon, le fossé 01 d'Edrolle, le ru de Pudeval, le ruisseau Fosse Gorgette, divers bras de la Savières et un autre petit cours d'eau,.
L'Ourcq, d'une longueur de 86 km, prend sa source dans la commune de Courmont et se jette  dans la Marne en limite de Mary-sur-Marne et de Lizy-sur-Ourcq, face à Isles-les-Meldeuses, après avoir traversé 36 communes. Les caractéristiques hydrologiques de l'Ourcq sont données par la station hydrologique située sur la commune. Le débit moyen mensuel est de 1,99 m3/s. Le débit moyen journalier maximum est de 19,6 m3/s, atteint lors de la crue du 23 mars 2001. Le débit instantané maximal est quant à lui de 22,4 m3/s, atteint le 1er juin 2016.
La Savières, d'une longueur de 18 km, prend sa source dans la commune de Parcy-et-Tigny et se jette  dans l'Ourcq à Troësnes, après avoir traversé 13 communes.

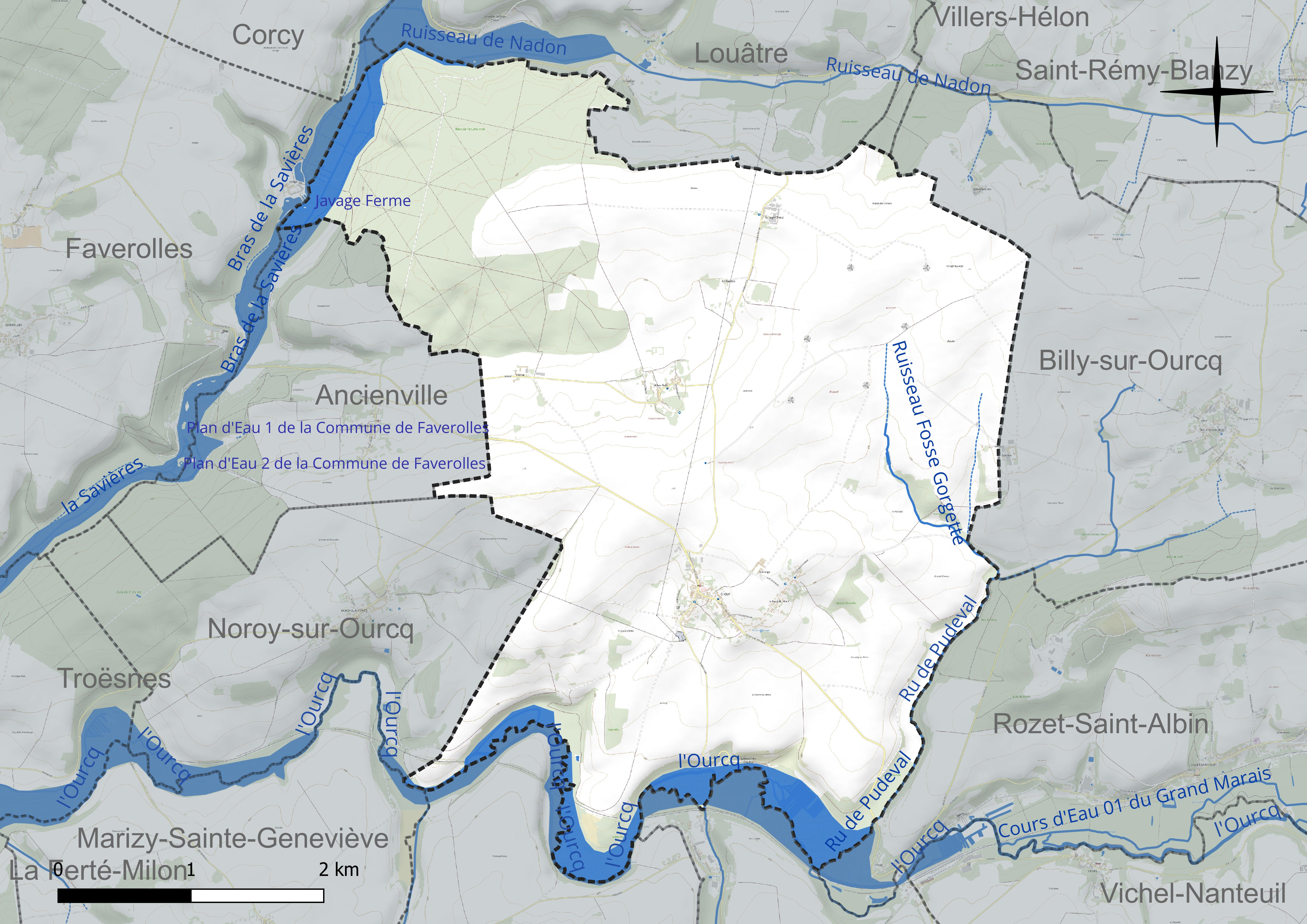
Réseau hydrographique de Chouy.

Un plan d'eau complète le réseau hydrographique : Javage Ferme (1,6 ha),.

### Climat
Pour des articles plus généraux, voir Climat des Hauts-de-France et Climat de l'Aisne.
En 2010, le climat de la commune est de type climat océanique dégradé des plaines du Centre et du Nord, selon une étude du CNRS s'appuyant sur une série de données couvrant la période 1971-2000. En 2020, Météo-France publie une typologie des climats de la France métropolitaine dans laquelle la commune est exposée à un climat océanique altéré et est dans la région climatique Nord-est du bassin Parisien, caractérisée par un ensoleillement médiocre, une pluviométrie moyenne régulièrement répartie au cours de l'année et un hiver froid (3 °C).
Pour la période 1971-2000, la température annuelle moyenne est de 10,4 °C, avec  une amplitude thermique annuelle de 15,1 °C. Le cumul annuel moyen de précipitations est de 761 mm, avec 12,4 jours de précipitations en janvier et 8,5 jours en juillet. Pour la période 1991-2020 la température moyenne annuelle observée sur la station météorologique la plus proche, située sur la commune de Blesmes à 24 km à vol d'oiseau, est de 10,6 °C et le cumul annuel moyen de précipitations est de 713,0 mm,. Pour l'avenir, les paramètres climatiques de la commune estimés pour 2050 selon différents scénarios d'émission de gaz à effet de serre sont consultables sur un site dédié publié par Météo-France en novembre 2022.

## Urbanisme

### Typologie
Au 1er janvier 2024, Chouy est catégorisée commune rurale à habitat dispersé, selon la nouvelle grille communale de densité à 7 niveaux définie par l'Insee en 2022.
Elle est située hors unité urbaine. Par ailleurs la commune fait partie de l'aire d'attraction de Paris, dont elle est une commune de la couronne,.

### Occupation des sols
L'occupation des sols de la commune, telle qu'elle ressort de la base de données européenne d'occupation biophysique des sols Corine Land Cover (CLC), est marquée par l'importance des territoires agricoles (74,9 % en 2018), une proportion identique à celle de 1990 (74,9 %). La répartition détaillée en 2018 est la suivante : 
terres arables (73,3 %), forêts (22,6 %), zones urbanisées (2,4 %), prairies (1,6 %), zones humides intérieures (0,1 %).
L'évolution de l'occupation des sols de la commune et de ses infrastructures peut être observée sur les différentes représentations cartographiques du territoire : la carte de Cassini (XVIIIe siècle), la carte d'état-major (1820-1866) et les cartes ou photos aériennes de l'IGN pour la période actuelle (1950 à aujourd'hui).

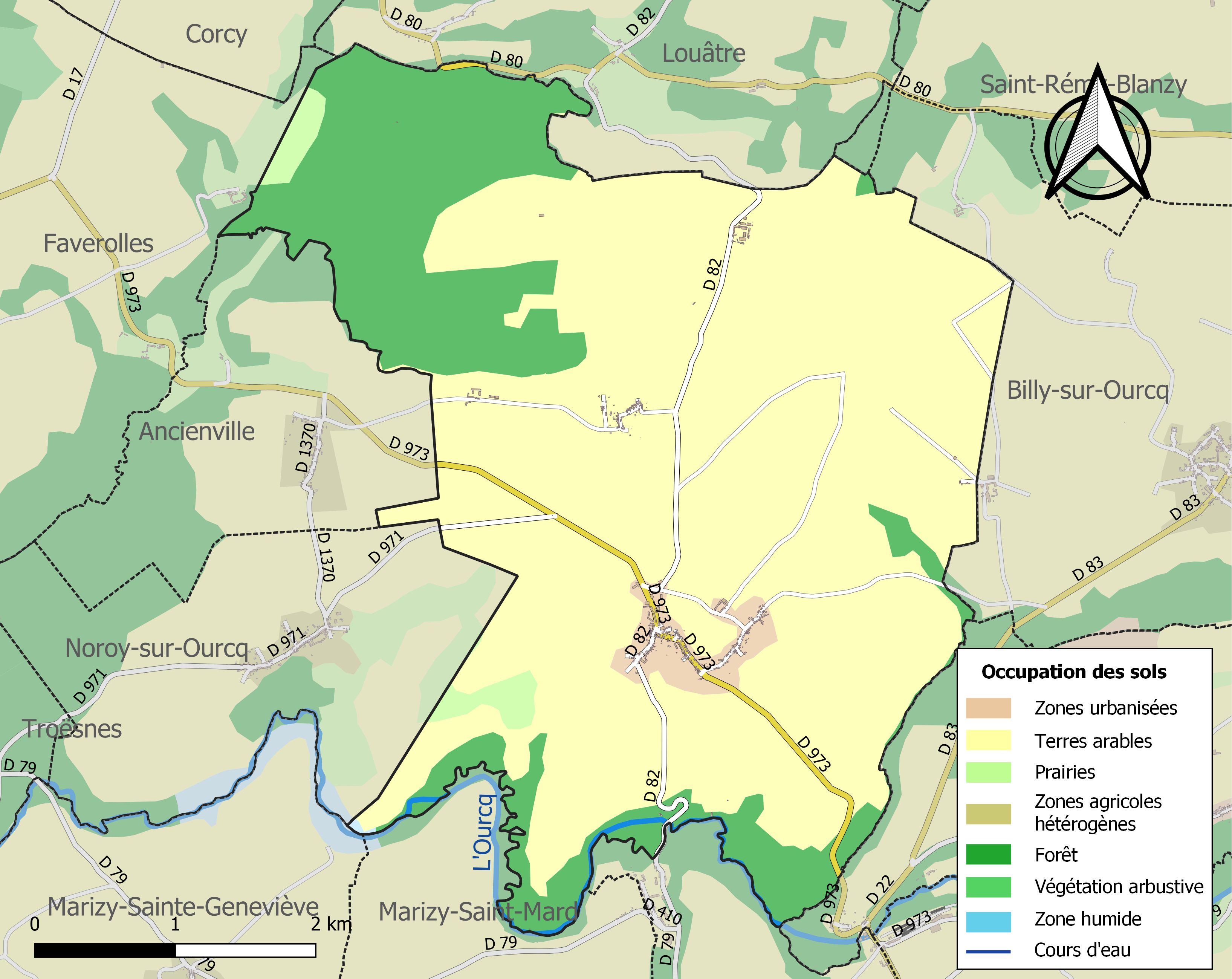
Carte des infrastructures et de l'occupation des sols de la commune en 2018 (CLC).

## Toponymie
Le nom de la localité est attesté sous les formes Choa (872) ; Choy (1147) ; Choi (1208).
Chouy évoque une chouette ou désigne une souche.

## Histoire
Un habitat de La Tène a été fouillé Au Patry en 1862 lors de la construction de la voie de chemin de fer reliant Chouy à la sucreriie de Neuilly. Les fouilles poursuivies par F. Moreau ont découvert des habitats gallo-romain et mérovingien.  Les habitants de Chouy sont nommés depuis le XVIIe siècle, les Chouyards.
Dernièrement, l'appellation de Choas fit son apparition, confusion faite relative au premier nom du village de Chouy connu qui fut « Choa » (en 872), puis, « Choy », en 1147, lors de son rattachement au Valois à l'occasion de la prise de la Ferté-Milon par les ducs de Vexin.
Sous Colbert, l'administration royale rattacha la commune à l'abbaye de Longpont, les Chouyards (dit aussi Chouillards) devant payer la dîme aux moines cisterciens.

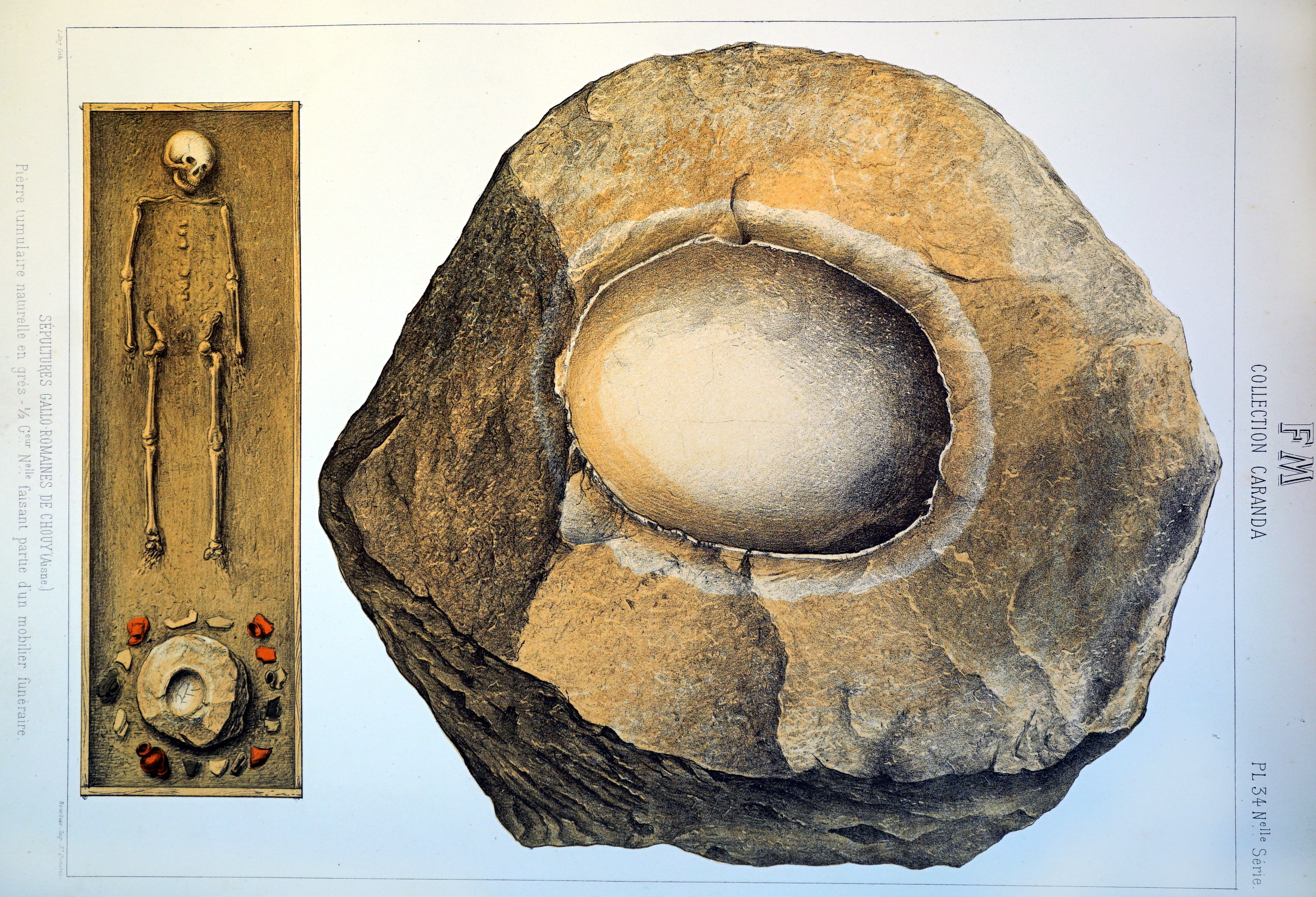
Quelques objets
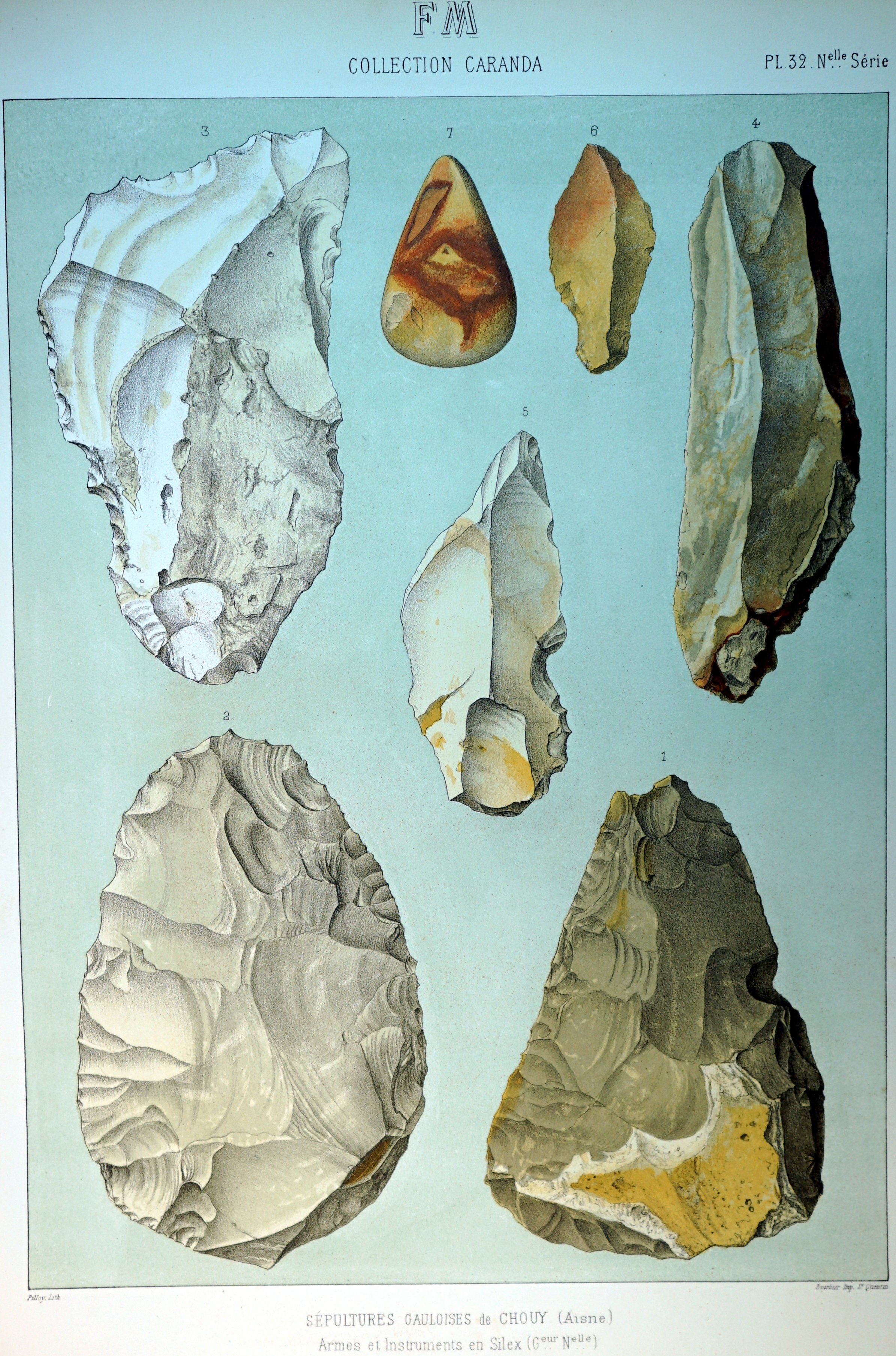
trouvés
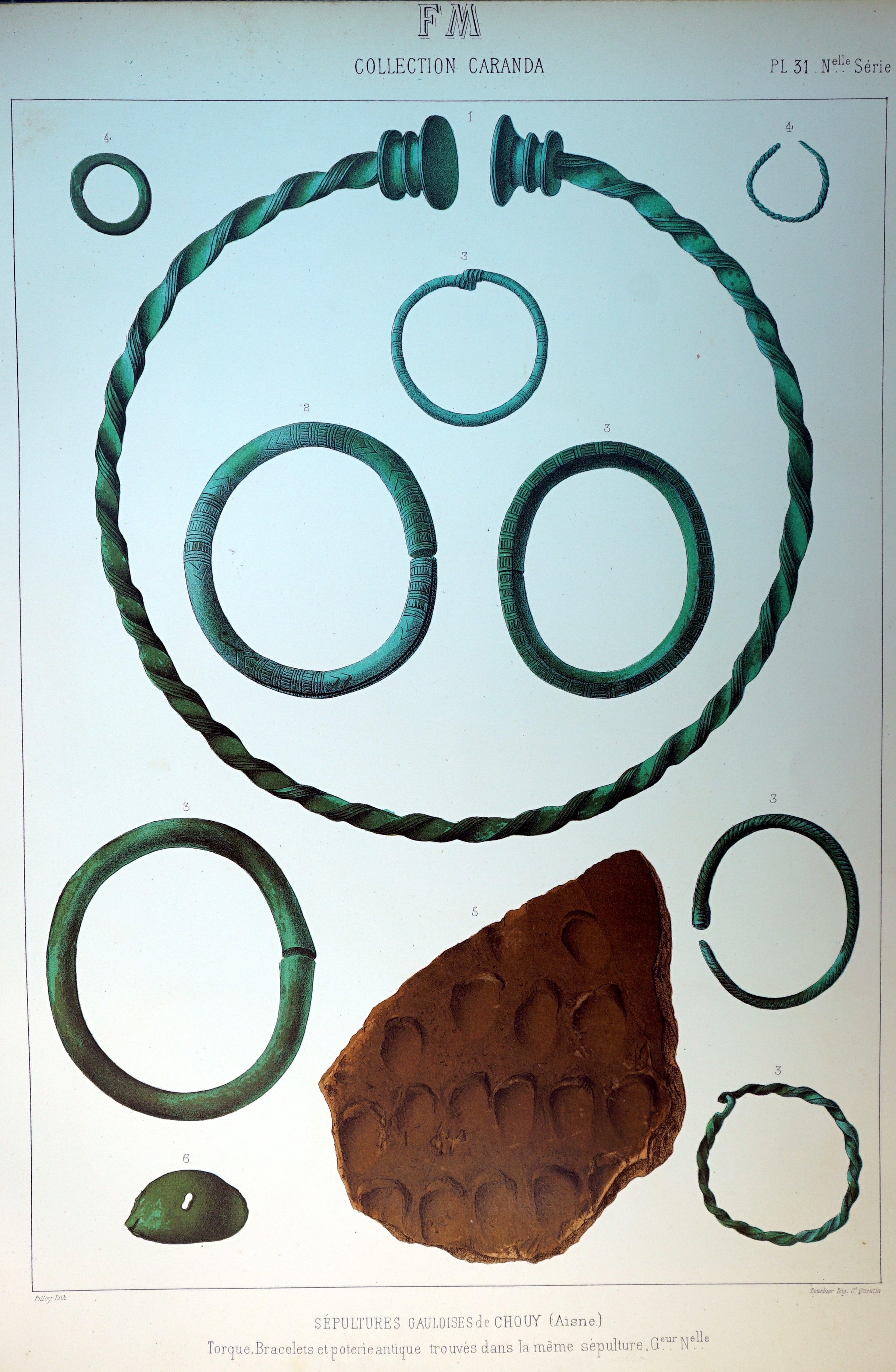
par Moreau.

Par arrêté préfectoral du 20 décembre 2016, la commune est détachée le 1er janvier 2017 de l'arrondissement de Château-Thierry pour intégrer l'arrondissement de Soissons.

## Politique et administration

### Découpage territorial
La commune de Chouy est membre de la communauté de communes Retz-en-Valois, un établissement public de coopération intercommunale (EPCI) à fiscalité propre créé le 1er janvier 2017 dont le siège est à Villers-Cotterêts. Ce dernier est par ailleurs membre d'autres groupements intercommunaux.
Sur le plan administratif, elle est rattachée à l'arrondissement de Soissons, au département de l'Aisne et à la région Hauts-de-France. Sur le plan électoral, elle dépend du  canton de Villers-Cotterêts pour l'élection des conseillers départementaux, depuis le redécoupage cantonal de 2014 entré en vigueur en 2015, et de la cinquième circonscription de l'Aisne  pour les élections législatives, depuis le dernier découpage électoral de 2010.

### Administration municipale

#### Liste des maires
| Période                                  | Période                       | Identité         | Étiquette | Qualité                                     |
| ---------------------------------------- | ----------------------------- | ---------------- | --------- | ------------------------------------------- |
| Les données manquantes sont à compléter. |                               |                  |           |                                             |
| mars 2001                                | En cours (au 11 juillet 2020) | Vincent Philipon | DVD       | Agriculteur Réélu pour le mandat 2020-2026, |

## Population et société

### Démographie
L'évolution du nombre d'habitants est connue à travers les recensements de la population effectués dans la commune depuis 1793. Pour les communes de moins de 10 000 habitants, une enquête de recensement portant sur toute la population est réalisée tous les cinq ans, les populations de référence des années intermédiaires étant quant à elles estimées par interpolation ou extrapolation. Pour la commune, le premier recensement exhaustif entrant dans le cadre du nouveau dispositif a été réalisé en 2004.

En 2022, la commune comptait 371 habitants, en évolution de +0,27 % par rapport à 2016 (Aisne : −1,97 %, France hors Mayotte : +2,11 %).
| 1793 | 1800 | 1806 | 1821 | 1831 | 1836 | 1841 | 1846 | 1851 |
| ---- | ---- | ---- | ---- | ---- | ---- | ---- | ---- | ---- |
| 475  | 521  | 554  | 521  | 643  | 570  | 607  | 626  | 635  |

| 1856 | 1861 | 1866 | 1872 | 1876 | 1881 | 1886 | 1891 | 1896 |
| ---- | ---- | ---- | ---- | ---- | ---- | ---- | ---- | ---- |
| 602  | 609  | 640  | 600  | 592  | 584  | 621  | 639  | 606  |

| 1901 | 1906 | 1911 | 1921 | 1926 | 1931 | 1936 | 1946 | 1954 |
| ---- | ---- | ---- | ---- | ---- | ---- | ---- | ---- | ---- |
| 597  | 590  | 601  | 425  | 630  | 572  | 539  | 558  | 483  |

| 1962 | 1968 | 1975 | 1982 | 1990 | 1999 | 2004 | 2006 | 2009 |
| ---- | ---- | ---- | ---- | ---- | ---- | ---- | ---- | ---- |
| 361  | 306  | 278  | 239  | 269  | 318  | 365  | 370  | 391  |

| 2014 | 2019 | 2022 | - | - | - | - | - | - |
| ---- | ---- | ---- | - | - | - | - | - | - |
| 380  | 371  | 371  | - | - | - | - | - | - |

## Culture locale et patrimoine

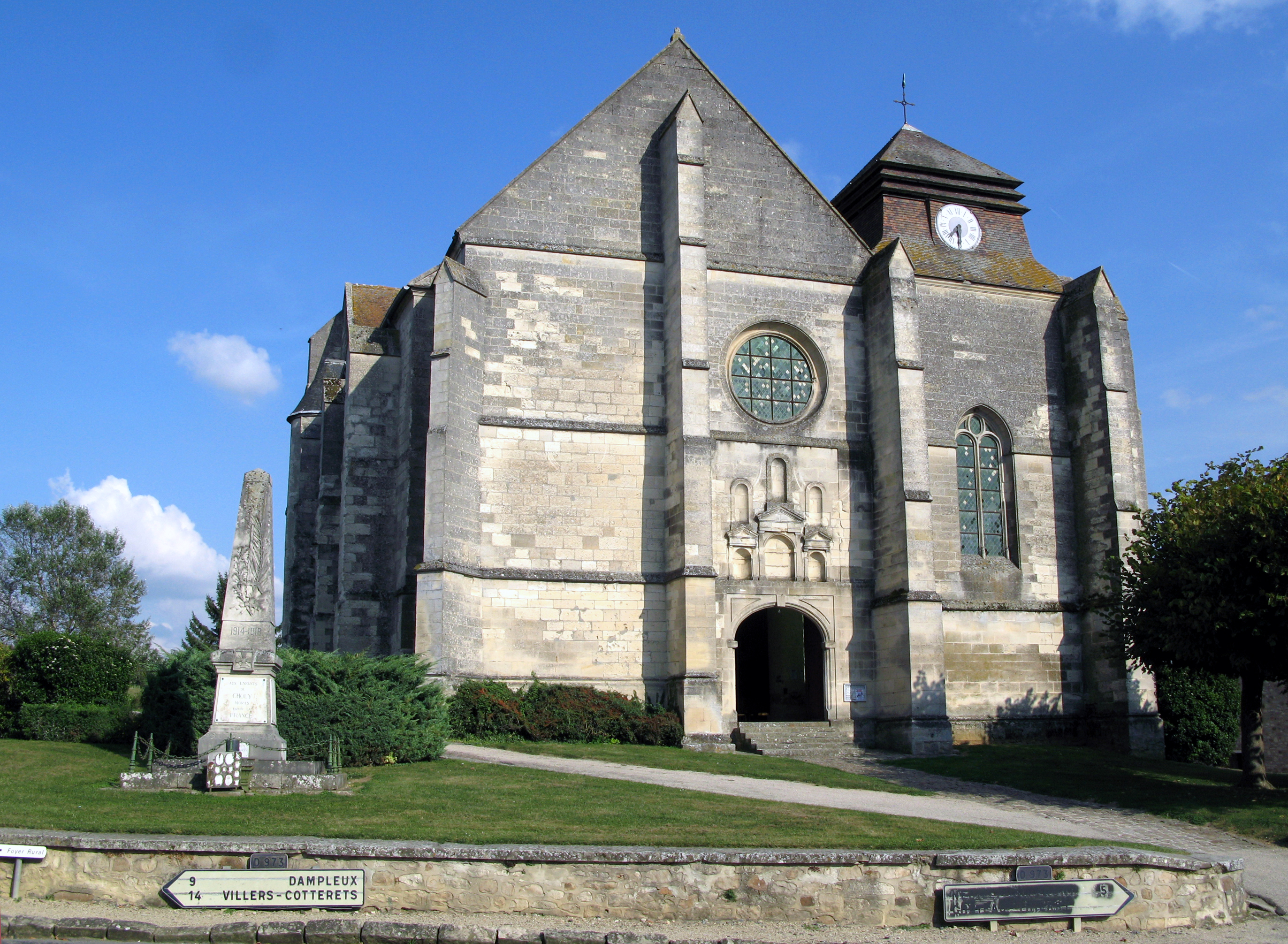
La façade de l'église est ornée de six niches (aujourd'hui dépourvues de statues) entre le portail et la rosace.

### Lieux et monuments
- Église Notre-Dame-de-l'Assomption[32],[33], XVe et XVIe siècles, classée au titre des Monuments historiques en 1921.

### Personnalités liées à la commune
- Maurice Dommanget (1888-1976), instituteur, syndicaliste et historien, a vécu à Chouy dans les années 1890.

### Héraldique
| Blason de Chouy | Blason  | Écartelé : au 1er d'azur à trois fleurs de lys d'or, au 2e de gueules à la gerbe de blé d'or, au 3e de gueules à la rave d'argent feuillée de sinople, au 4e d'azur à trois fleurs de lys d'or rangées en barre ; sur le tout de gueules à la lettre gothique C d'or et à la bordure d'argent. |
| Blason de Chouy | Détails | Blason créé en 2009, mais le statut officiel du blason reste à déterminer. |

## Pour approfondir